# Белуће
Белуће је насеље у општини Младеновац у Граду Београду. Према попису из 2022. било је 362 становника.

## Демографија
У насељу Белуће живи 203 пунолетна становника, а просечна старост становништва износи 42,6 година (41,0 код мушкараца и 44,4 код жена). У насељу има 67 домаћинстава, а просечан број чланова по домаћинству је 3,93.
Ово насеље је у великим делом насељено Србима (према попису из 2002. године).
|  |

| Демографија | Демографија | Демографија |
| Година      | Становника  | Становника  |
| ----------- | ----------- | ----------- |
| 1948.       | 289         |             |
| 1953.       | 305         |             |
| 1961.       | 339         |             |
| 1971.       | 316         |             |
| 1981.       | 295         |             |
| 1991.       | 314         | 295         |
| 2002.       | 263         | 281         |

| Етнички састав према попису из 2002.‍ | Етнички састав према попису из 2002.‍ | Етнички састав према попису из 2002.‍ | Етнички састав према попису из 2002.‍ | Етнички састав према попису из 2002.‍ |
| ------------------------------------ | ------------------------------------ | ------------------------------------ | ------------------------------------ | ------------------------------------ |
|                                      |                                      |                                      |                                      |                                      |
| Срби                                 | Срби                                 |                                      | 261                                  | 99,23%                               |
| Црногорци                            | Црногорци                            |                                      | 1                                    | 0,38%                                |
| Југословени                          | Југословени                          |                                      | 1                                    | 0,38%                                |
| непознато                            | непознато                            |                                      | 0                                    | 0,0%                                 |

| Година пописа     | 1948. | 1953. | 1961. | 1971. | 1981. | 1991. | 2002. |
| ----------------- | ----- | ----- | ----- | ----- | ----- | ----- | ----- |
| Број домаћинстава | 59    | 64    | 67    | 70    | 72    | 83    | 67    |

| Број чланова      | 1 | 2  | 3 | 4 | 5 | 6  | 7 | 8 | 9 | 10 и више | Просек |
| ----------------- | - | -- | - | - | - | -- | - | - | - | --------- | ------ |
| Број домаћинстава | 9 | 16 | 9 | 6 | 6 | 11 | 5 | 5 | 0 | 0         | 3,93   |

| Пол    | Укупно | Неожењен/Неудата | Ожењен/Удата | Удовац/Удовица | Разведен/Разведена | Непознато |
| ------ | ------ | ---------------- | ------------ | -------------- | ------------------ | --------- |
| Мушки  | 108    | 22               | 73           | 7              | 6                  | 0         |
| Женски | 105    | 14               | 72           | 16             | 3                  | 0         |
| УКУПНО | 213    | 36               | 145          | 23             | 9                  | 0         |

| Пол    | Укупно                    | Пољопривреда, лов и шумарство | Рибарство                            | Вађење руде и камена | Прерађивачка индустрија       |
| ------ | ------------------------- | ----------------------------- | ------------------------------------ | -------------------- | ----------------------------- |
| Мушки  | 71                        | 42                            | 0                                    | 0                    | 16                            |
| Женски | 44                        | 32                            | 0                                    | 0                    | 3                             |
| УКУПНО | 115                       | 74                            | 0                                    | 0                    | 19                            |
| Пол    | Производња и снабдевање   | Грађевинарство                | Трговина                             | Хотели и ресторани   | Саобраћај, складиштење и везе |
| Мушки  | 0                         | 3                             | 0                                    | 1                    | 5                             |
| Женски | 0                         | 0                             | 2                                    | 1                    | 0                             |
| УКУПНО | 0                         | 3                             | 2                                    | 2                    | 5                             |
| Пол    | Финансијско посредовање   | Некретнине                    | Државна управа и одбрана             | Образовање           | Здравствени и социјални рад   |
| Мушки  | 0                         | 1                             | 1                                    | 1                    | 1                             |
| Женски | 0                         | 0                             | 1                                    | 3                    | 2                             |
| УКУПНО | 0                         | 1                             | 2                                    | 4                    | 3                             |
| Пол    | Остале услужне активности | Приватна домаћинства          | Екстериторијалне организације и тела | Непознато            | Непознато                     |
| Мушки  | 0                         | 0                             | 0                                    | 0                    | 0                             |
| Женски | 0                         | 0                             | 0                                    | 0                    | 0                             |
| УКУПНО | 0                         | 0                             | 0                                    | 0                    | 0                             |